# Мел Гопкінс
Мел Гопкінс (англ. Mel Hopkins, нар. 7 листопада 1934, Ронта-Кінон-Тав — пом. 18 жовтня 2010, Вортінг, Велика Британія) — валлійський футболіст, захисник, захисник.

## Клубна кар'єра
У дорослому футболі дебютував 1952 року виступами за команду клубу «Тоттенгем Готспур», в якій провів одинадцять сезонів, взявши участь у 219 матчах чемпіонату.
Згодом з 1964 по 1968 рік грав у складі команд клубів «Брайтон енд Гоув Альбіон» та «Беллімена Юнайтед».
Завершив професійну ігрову кар'єру у нижчоліговому клубі «Бредфорд», за команду якого виступав протягом 1968—1970 років.

## Виступи за збірну
1956 року дебютував в офіційних матчах у складі національної збірної Уельсу. Протягом кар'єри у національній команді, яка тривала 8 років, провів у формі головної команди країни 34 матчі.
У складі збірної був учасником чемпіонату світу 1958 року у Швеції.